# 浙江电视台钱江都市频道
浙江电视台钱江都市频道，是浙江电视台旗下的一条电视频道，前身为1993年开播的钱江电视台。2001年1月1日，钱江电视台更改呼号为浙江电视台钱江都市频道。

## 台标
1993年开播初期使用钱江电视台台标，2001年1月1日使用浙江电视台蓝色"Z"台标（下标“钱江都市”二字），2002年1月1日改为下标“ZTV-2”，2006年9月5日改为银色台标（画面右下方标注“钱江频道”标志），2008年更换台标为白底蓝Z台标（台标右侧标“钱江频道”字样，字体与浙江卫视字样相同），2010年使用五边形“Z”透明台标，右边加“钱江”二字。台标改版初期画面右上方增加频道口号“潮起钱江台”，后取消。

## 节目
- 范大姐帮忙
- 新闻007
- 都市潮我看
- 九点半
- 新闻午间道
- 浙江名医馆
- 财富地产十点半
- 轻车熟路